# Hermann Reifenberg

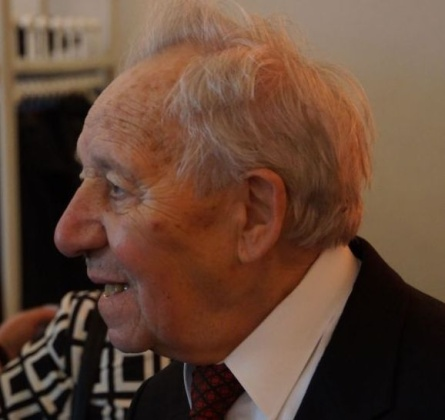
Hermann Reifenberg (2012)

Hermann Reifenberg (* 6. Juni 1928 in Oppenheim am Rhein; † 15. Februar 2022) war ein deutscher katholischer Theologe und Liturgiewissenschaftler.

## Leben
Hermann Reifenberg studierte Philosophie und Katholische Theologie in Mainz und München. 1952 empfing er in Mainz die Priesterweihe. Er wurde 1952 mit der Dissertation Der Ordo Missae Moguntinus seit dem 14. Jahrhundert an der Universität Mainz promoviert, wo er sich 1963 mit der Arbeit Stundengebet und Breviere im Bistum Mainz seit der romanischen Epoche auch habilitierte.
Von 1961 bis 1965 war er Pfarrer an St. Laurentius in Ebersheim. Er war wesentlich an der Gründung des Reitervereins Ebersheim eingebunden und war der Initiator einer 1500-Jahr-Feier von Ebersheim. 1965 wurde er zum Ehrenbürger der damals selbständigen Gemeinde Ebersheim ernannt und mit deren Eingemeindung 1969 folglich Ehrenbürger von Mainz.
Zum 1. Februar 1965 erhielt er einen Ruf auf die Professur für Pastoraltheologie und Liturgiewissenschaft der damaligen Philosophisch-Theologischen Hochschule Bamberg. Mit Gründung der Gesamthochschule Bamberg wurde er Professor für Liturgiewissenschaft in der Fakultät Katholische Theologie. 1979 beantragte er, vom Zölibat dispensiert zu werden, weil er seine Haushälterin, die auch seine wissenschaftliche Mitarbeiterin war, heiraten wollte. Daraufhin wurde ihm die kirchliche Lehrbefugnis entzogen und der Lehrstuhl für Liturgiewissenschaft in die Fakultät Geschichts- und Geowissenschaften der Universität Bamberg umgesetzt. 1993 wurde er emeritiert. Er hat zahlreiche Aufsätze, Bücher, Besprechungen und Monographien verfasst. Reifenberg hat dem Mainzer Dom- und Diözesanarchiv einen großen Teil seines Nachlasses zur Aufbewahrung übergeben, darunter Vorlesungsmanuskripte seiner jahrzehntelangen liturgiewissenschaftlichen und pastoraltheologischen Arbeit und Akten zu seiner Biographie.
Er lebte in Mainz-Mombach, wo er auch im Alter von 93 Jahren starb.

## Schriften (Auswahl)
- Der Ordo Missae Moguntinus seit dem 14. Jahrhundert. Dissertation Universität Mainz 1952.
- Messe und Missalien im Bistum Mainz seit dem Zeitalter der Gotik. Aschendorff, Münster 1960.
- Stundengebet und Breviere im Bistum Mainz seit der romanischen Epoche. Aschendorff, Münster 1964.
- Sakramente, Sakramentalien und Ritualien im Bistum Mainz seit dem Spätmittelalter: unter besonderer Berücksichtigung der Diözesen Würzburg und Bamberg. 2 Bde. Aschendorff, Münster
  - Bd. 1: Bis 1671 (Mainz-römischer Ritus). 1971.
  - Bd. 2: Seit 1671 (Reformierter Mainz-römischer Ritus und Deutsch-römischer Ritus) 1972, ISBN 3-402-03389-5.
- mit Theodor Maas-Ewerd und Gerd Johannes Maurer: Neue Fürbitten. Modelle für die Sonn- und Feiertage des liturgischen Jahres; für die gottesdienstliche Praxis zusammengestellt. Pustet, Regensburg o. J. (1972) (2. Auflage 1973), ISBN 3-7917-0325-0.
- (Hrsg.): Hauseucharistie. Gedanken und Modelle. Kösel, München 1973, ISBN 3-466-20165-9.
- mit Gerd Johannes Maurer: Fürbitten bei besonderen Anlässen; für die gottesdienstliche Praxis zusammengestellt. Pustet. Regensburg 1973 (2. Auflage 1983), ISBN 3-7917-0797-3.
- Fundamentalliturgie. Grundelemente des christlichen Gottesdienstes. Wesen – Gestalt – Vollzug. 2 Bände. Österreichisches Katholisches Bibelwerk, Klosterneuburg 1978.
- Mit allen Sinnen: Gottesdienst in der Vielfalt menschlicher Ausdrucksformen. Sankt-Otto-Verlag, Bamberg 1979, ISBN 3-87693-032-4.
- mit Adalbert Müller: Küster – Mesner – Sakristan. Handbuch für den kirchlichen Dienst. Religiöse Bildungsarbeit, Stuttgart 1982, ISBN 3-921005-57-4.

siehe auch
- Franz Kohlschein, Eugenie Lecheler: Bibliographie Hermann Reifenberg. In: Archiv für Liturgiewissenschaft 35/36, 1993/94, S. 82–120.